# Покровка (Любинский район)
Покровка — деревня в Любинском районе Омской области. В составе Замелетёновского сельского поселения.

## История
Основана в 1926 г. В 1928 г. выселок Ново-Покровский состоял из 21 хозяйства, основное население — русские. В составе Любино-Москальского сельсовета Любинского района Омского округа Сибирского края.

## Население
| 2010 |
| ---- |
| 80   |